# Narnia

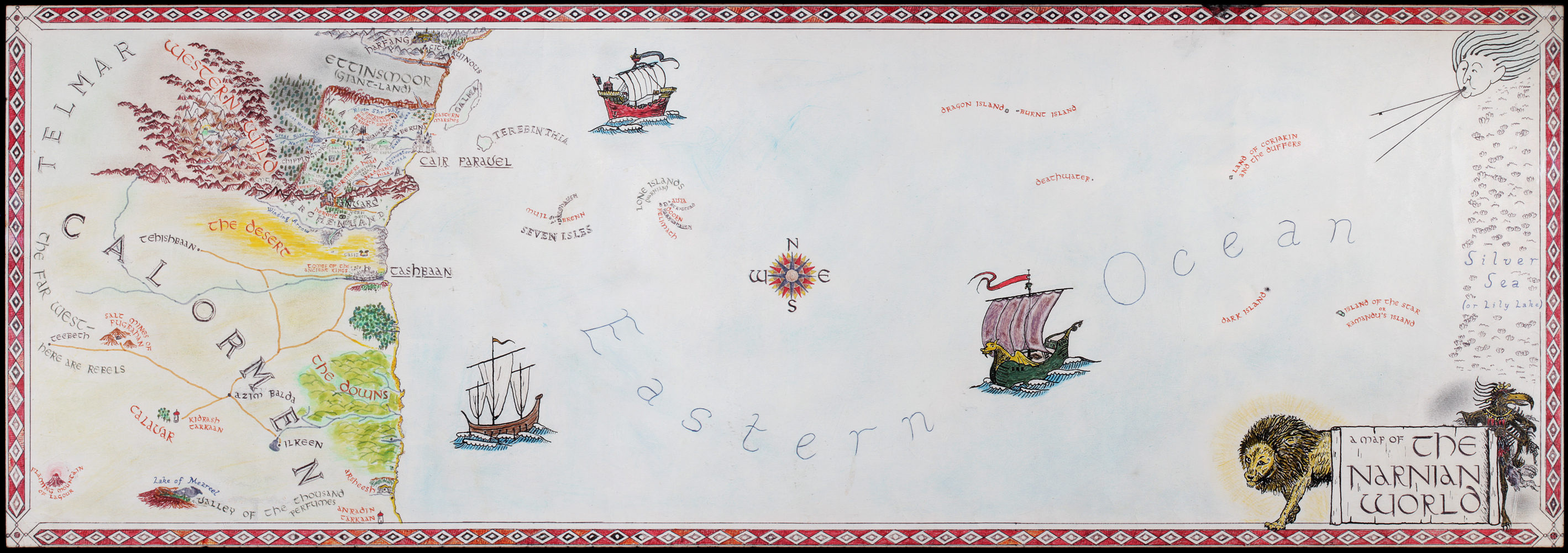
Narnia egyszerűsített térképe

Narnia egy kitalált világ neve, melyet C. S. Lewis alkotott. E világ az író hétrészes, gyermekeknek íródott fantasy regénysorozata, a Narnia krónikái helyszíne. A világ az ott található Narnia országról kapta a nevét, ahol a legtöbb kötet játszódik.
Narniában az állatok tudnak beszélni, mitikus lények élnek, és köztudottan létezik varázslat. A sorozat végigvezet Narnia történetén születésétől a végéig, és többnyire azoknak az embereknek, általában gyerekeknek, a történetein keresztül, akik átlépnek a „mi világunkból”, a Földről oda.

## Földrajz

### Narnia

Narnia címere

A „Narnia” név nem csak a narniai világra, hanem ezen belül Narnia országára is vonatkozik. A regénysorozat cselekményének nagy része itt játszódik. A mitológia szerint Narnia alapítója Aslan, a nagy oroszlán, aki Narniát beszélő állatokkal és mitikus teremtményekkel népesítette be. Lehetséges, hogy C. S. Lewis az umbriai Narni városról vette az ötletet, ennek latin neve ugyanis Narnia volt. Narnia egy dombvidéken terül el, egészen az alacsony hegyekig délen, és túlnyomórészt erdők borítják, kivéve az északi mocsarakat. Az ország határai keleten a nagy keleti óceán, nyugaton a nagy hegylánc, északon a Szotyrog folyó, délen pedig Archenland.
Az ország gazdasági szíve Narnia Nagy folyója, mely északnyugatról lép az országba, majd kelet-délkeleti irányban kettészeli az országot és a nagy keleti óceánba ömlik. A kormány székhelye Cair Paravel, a Nagy folyó torkolatában, ahol Peter nagykirály és testvérei uralkodtak. További községek a folyó mentén (keletről nyugat felé) Beruna, Hódlak és Vásárlak.

### Archenland

Archenland címere

Archenland egy hegyvidékes ország Narniától délre. Határai északon Narnia, délen a Kanyargó Nyíl folyó. A kormány székhelye Anvard, az ország szívében. Anvard a főváros, és a benne található várkastély neve is egyben. Archenland nagyon gyéren lakottnak van feltüntetve és nincs más városa vagy falva említve a Krónikákban. Archenland egy nyitott liget, elszórtan különböző fajta fákkal, melyek elég távol vannak egymástól, így nem alkotnak erdőséget. Annak ellenére, hogy a Kanyargó Nyíl folyótól délre egy sivatag terül el, titokzatos módon mégsem száraz az éghajlata. Archenland Narnia szövetségese, amint azt A ló és a kis gazdájában olvasható. Narniával ellentétben Archenlandben emberek élnek, és emberek kormányoznak. VI. Frank király második fia lett Archenland első királya. A Krónikában nincs megmagyarázva miért, de Frank király vonala itt továbbélt (legalábbis Peter király idejéig), míg Narniában kihalt.

### Calormen
Calormen egy birodalom Narnia világ déli részén. Az ország nagy részének félszáraz éghajlata van, és legjelentősebb földrajzi sajátosságai egy tűzhányó a (Lagour Lángoló Hegye) és a Nagy Sivatag. A Nagy Sivatag az ország északi része, és az átkelés nehézsége ezen a sivatagon századokig elhárította az agresszív calormenieket, hogy megszállják Archenlandot és Narniát.
Calormen kulturális központja Calormen Folyója, ami nyugatról keletre folyik a Nagy Sivatag déli határában. A főváros Tashbaan, ami egy szigetre épült a folyó deltájában. A város fölött több mérföldön keresztül a folyóvölgyben kertek és kéjlakok sorakoznak. A várostól északra, a sivatag határán fekszenek a királysírok.
Azim Balda városa, mely Tahsbaantól délre, számos út kereszteződésnél az ország szívében fekszik, kommunikációs és utazási központ, a birodalmi posta székhelye.
Narnia és Calormen viszonya mindig feszült volt Calormen hódítási szándékainak köszönhetően.

### Keleti óceán
Számos sziget és szigetvilág tarkítja a keleti óceánt. A legjelentősebbek köztük a Galma, a Hét Sziget és a Magányos Szigetek, melyek mind a narniai korona alattvalói, és Terebinthia, egy szabad sziget. A keleti óceán távoli végénél a földrajz teljesen fantasztikussá válik (tekintve hogy a narniai világ lapos) és az ég találkozik a föld felszínével; valamint itt helyezkedik el egy átjáró Aslan országába. A legkeletibb óceánnak „édes” vize van, alkalmas mind éhség és szomjúság oltására és nagy liliomokkal van teljesen beborítva. A tenger kelet felé haladva fokozatosan sekélyebbé válik, s végül egy hatalmas álló hullámban ér véget. A hullám mögött láthatóak Aslan országának lehetetlenül magas hegyei.

### Egyéb vidékek

Telmar címere

Narnia északi részén fekszik Böhömpuszta és az Északi Vadvidék, mindkettő óriások lakta. A legkiemelkedőbb település Harfang háza, ami az óriások közösségének legnagyobb városának maradéka, mely generációk óta elhagyatott és romba dőlt. Narnia nyugati vidéke a barátságtalan hegyek lakatlan régiója, mely a Nyugati Vadon néven ismert. Telmar földje valahol ezen túl fekszik, de pontos elhelyezkedése nem ismert. Telmartól nyugatabbra is léteznek szigetek. Mélyen Narnia földje alatt hatalmas barlangok vannak, melyek a Lennvilág nevet viselik. Bism földje jóval ez alatt fekszik, míg északra tőle egy óriás alszik a föld alatt: az Idők Atyja, aki a világ végezetekor ébred fel.

### Inspiráció
Lewis szülőhelye, Írország, különösen Ulster nagy szerepet játszott a narniai táj megformálásában. Lewis így ír erről On Stories című esszéjében: „Láttam tájakat, nevezetesen a Mourne-hegységet, amely bizonyos fényben olyan érzést keltett bennem, mintha bármelyik pillanatban felemelhetné a fejét egy óriás a következő hegygerinc mögött.” Egy, a fivéréhez írt levelében később megerősítette: „Narnia képe úgy él bennem, mint Rostrevornak az a része, amely Carlingford Lough felé néz”. Habár felnőttkorában Angliában élt, gyakran visszatért Észak-Írországba, és kellemes emlékeket őrzött az ír tájról, mondván: „Sóvárgok Down megye havas tájai után; szinte várnám, hogy törpék masírozzanak át a ragyogó vidéken. Mennyire vágyom rá, hogy betörjek egy olyan világba, ahol ezek a dolgok megvalósulhatnak!”

## Lakosok

### Emberek a mi világunkból
Összesen tizenegy a mi világunkból Narniába érkezett embert ismerünk név szerint.
A legismertebbek a négy Pevensie-testvér: Peter Pevensie (Peter nagy király, a Fenséges), Susan Pevensie (Susan királynő, a Nemes), Edmund Pevensie (Edmud király, az Igazságos) és Lucy Pevensie (Lucy királynő, a Merész). Mindannyian szerepelnek Az oroszlán, a boszorkány és a ruhásszekrényben és a Caspian hercegben, majd Edmund és Lucy A Hajnalvándor útjában és Peter kivételével (aki az északi határon óriásokkal háborúzik) ismét mindnyájan felnőttként A ló és kis gazdájában.
Szintén a mi világunkból szármzott Frank király (aki Londonban konfliskocsis volt) és felesége Helén királynő, akik Narnia első királya és királynője lettek, és leszármazottaik nemzedékeken át Narniában éltek. Ők Andrew Ketterley-vel, Digory Kirke-kel és Polly Plummerrel A varázsló unokaöccsében szerepeltek. Eustace Scrubb A Hajnalvándor útjában és Az ezüsttrónban, Jill Pole pedig, Eustace iskolatársa szintén Az ezüsttrónban jelent meg. Susanon és Andrew bácsin kívül mind szerepelnek A végső ütközetben.
Tizenkét meg nem nevezett ember (hat kalóz és feleségeik) szintén átkelt a mi világunkból Narniába, ahol benépesítették a lakatlan Telmar földjét, és belőlük lettek a telmarinok. Aslan a Caspian hercegben elmondta, hogy a kalózok véletlenül találtak rá a barlangra, amely kapuként működött, és hozzátette: „A régmúlt időkben még léteztek titkos átjárók a világok között, aztán egyre kevesebb és kevesebb lett belőlük. Az az egyik utolsó volt, bár azt nem mondom, hogy a legutolsó.” Így lehetséges, hogy mások is átkerültek Narniába a mi világunkból, ám erről Lewis nem ír.
A Földről származó embereket gyakran Ádám fiainak és Éva leányainak nevezik a regényekben, mely C. S. Lewis keresztény világképét tükrözik.
Bár ő nem ember, Szamóca, a kocsis lova szintén a mi világunkból került Narniába, ahol kiválasztatott beszélő állatnak, és belőle lett az első szárnyas ló, Sólyom.

### Beszélő állatok
Sok a mi világunkban honos állat megtalálható Narniában is. Közülük a legtöbbeknek beszélő változataik is élnek. Aslan Narnia teremtésekor maga köré hívta az első állatpárokat és leheletével a beszéd képességével és emberi gondolkodással ruházta fel őket, de kikötötte: meg kell válniuk állatias viselkedésüktől. Ha nem méltóak a beszéd képességére, Aslan elveszi tőlük ezt a tudományt. Beszélő állatnak lenni kiváltság, egyfajta rang a narniai állatok között. Ekkor többüknek a mérete is megváltozott. A kisebb állatok (rágcsálók, madarak és a kistestű emlősök) nagyobbak lettek nembeszélő rokonaiknál, a nagyobb állatok pedig valamivel kisebbek lettek. A beszélő állatok lehetnek madarak, emlősök vagy hüllők, de nincsenek beszélő halak és ízeltlábúak.

### Törpék
A törpék Narnia őslakói. Aslan a Föld fiainak nevezte őket, ellentétben az emberekkel, akik Ádám fiai vagy Éva lányai. A törpéknek legalább két fajtája létezik, melyek hajszín alapján lehetnek vörös vagy fekete törpék. Amíg a legtöbb vörös törpe tisztelettudó és hűséges Aslanhoz, addig több önző és ellenséges fekete törpe létezik. A regényekben férfiként jelennek meg, közösségekben élnek, de vannak olyanok, akik emberekkel élnek és szaporodnak; például Caspian herceg tanára, Cornelius félig törpe félig ember, vagy például Caspian korábbi dajkáját úgy ismerjük meg, mintha lenne törpe a felmenői között.
A faunokhoz, a szatírokhoz, erdei istenekhez és istennőkhöz, a folyamistenhez, annak najád lányaihoz és a fákhoz hasonlóan megjelentek Aslan hívására (A varázsló unokaöccse regényben): „…ébredj! Szólalj meg! Eszmélj! Szeress! Keljetek lábra, fák! Szólaljatok meg, állatok! Szenteltessetek meg, vizek!” A törpék valószínűleg a földből születtek, ahogy a driádok az erdőből, a najádok a vízből. A király kocsiját törpék vitték Frank király koronázásakor, míg Helen királyné ruháját najádok.
Mint a Föld fiai, remek és igen termékeny kovácsok, bányászok illetve ácsok, a csatában pedig halálos íjászok. A törpék éjt nappallá téve képesek menetelni.

### Boszorkányok
Név szerint két boszorkány szerepel a Narnia Krónikáiban: a Fehér Boszorkány, Jadis, Charn királynője és a Zöld Palástos Hölgy. A regények Lewis halála utáni kiadásaiban egyes jegyzetek arra utaltak, hogy a két személy lehet, hogy azonos, de ezek a feltételezések nem Lewistól származnak.
Jadis Charn uralkodóházának utolsó leszármazottja, bár a narniai pletykák szerint Ádám első feleségétől, Lilithtől származik és dzsinn és óriás felmenői is voltak. Hódék szerint egy csepp emberi vér sincs ereiben, bár kinézetre egy igen magas emberi nő. Narnia teremtése után északra menekült, ahol kilencszáz évet töltött erőgyűjtéssel, mielőtt elfoglalta Narniát. Aslan ölte meg az első berunai ütközetben
A Zöld Palástos hölgy kígyóvá tud változni, ahogy azt meg is tette kétszer Az ezüsttrónban: egyszer, mikor megölte Rilian anyját, s egyszer mikor Riliant és társait próbálta megölni. Varázsereje jobbára csábítással és rabszolgasággal kapcsolatos. Elvarázsolta és rabszolgájává tette Riliant és földalatti gnómok egy egész seregét, s majdnem sikerült elvarázsolnia Jillt, Eustace-t és Borongányt.
Kevésbé jelentős szereplők még a talán boszorkánynak tekinthető vajákos banyák, akik Jadis seregében jelennek meg, és egy szerepel a Caspian hercegben is.

### Mitológiai teremtmények
Narnia világának, egyéb, az ismert mitológiai lényeken alapuló lakosai többek között: manók, kentaurok, könyörtelenek, sárkányok, erdei tündérek, törpék, faunok, óriások, vámpírok, banyák, minótauruszok (avagy bikafejűek), hableányok, emberevő óriások, szárnyas lovak, a mérges gombák népe, főnixek, szatírok, vízi emberek, tengeri kígyók, tündérek, csillagok, egyszarvúak, farkasemberek, és kísértetek. Ezek között megtalálhatóak az ókori görög és római valamint a hagyományos brit teremtmények.
A szerző azt írja az Az oroszlán, a boszorkány és a ruhásszekrényben, hogy a gonosz lényeket le se meri írni, mert a felnőttek nem engednék meg a gyerekeknek, hogy elolvassák a könyvet.

### Egyéb lények és lakosok
Narniában élnek mocsári flangák (Marsh-wiggle, Lewis saját találmányai), egy távoli szigeten pedig gyügyük (Dufflepud, idősebb Plinius monopodjai, egylábúi alapján). Narniában élnek fajhoz nem köthető egyének is, így a folyamisten, Bacchus, a Mikulás, az Idők Atyja, Pomona, Szilénosz és Tash. Szintén érző lények Narniában a csillagok. Coriakin, a varázsló, aki a gyügyük felett uralkodik és Ramandu, kinek lányát X. Caspian feleségül vette, mindketten csillagok, akik különböző okokból földhözkötöttek. Mindkettőjük A Hajnalvándor útjában szerepel.

## Kozmológia

### Általános jellemvonások
Narnia lapos világ egy földközpontú univerzumban. Az ege egy kupola, melyen halandó lények nem hatolhatnak át.
Narnia csillagjai égő humanoid lények. A csillagképek egy mitikus táncnak köszönhetőek, melyet a csillagok járnak, s melyekből kiolvashatóak Aslannak, Narnia teremtőjének tettei és eljövetelei. A csillagok elhelyezkedésükkel segíteni tudnak a narniai látóknak és jövendőmondóknak a jövő fürkészésében.
Narnia napja egy lángoló korong, ami naponta körbejárja a világot. A napnak megvan a saját ökoszisztémája és valószínűleg A Hajnalvándor útjában látott nagy fehér madarak lakják. Néhány, a napon honos vegetációról ismert gyógyító tulajdonságuk. Például egyes tűzvirágok kivonata, mely a hegyekben található, bármilyen sebet és betegséget meggyógyít, és a tűzbogyó, mely a völgyekben nő, megfiatalítja a lehullott csillagokat, ha Ramandu szigetén elfogyasztják.
Több könyv sugalmazza, hogy Narnia talaja egy élő organizmus. Az ezüsttrónban a főszereplők találnak egy Bism nevű országot mérföldekkel Narnia alatt, melyen a gyémántokból és más ékkövekből nektárt lehet kipréselni. Az ötletet lehetetlennek tartják, míg egy gnóm elmagyarázza, hogy Bism értékes kövei valódiak, nem halottak, mint azok, amelyeket a törpék és a többi felszínen lakók bányásznak „sekély” bányáikban.

### Multiverzum
A narniai világ számtalan világ multiverzumának része hasonlóan a Földhöz, Charn világához és számos más világhoz. Ezek egy metavilággal vagy összekötő szobával vannak összekapcsolva, melyet Világok közti rengetegnek hívnak. Ez a tér egy tavakkal teli sűrű erdő alakját veszi fel. Megfelelő varázslattal (vagy eszközzel, mint amilyenek a gyűrűk, amik arról a földről származnak) minden tó különböző világokba vezet. A Világok közti rengeteg vélhetőleg hatással van a Fehér Boszorkány mágikus és fizikai erejére, mert gyengévé és beteggé vált amikor odakerült.
A varázsló unokaöccse című Narnia-kötet második bekezdése, így kezdődik: „Ez még azokban a napokban volt, amikor Mr. Sherlock Holmes javában a Baker Streeten élt, Bastable-ék pedig kincsek után loholtak a Lewisham Roadon.” Ebből arra lehet következtetni, hogy a Narnia-történetek földi része ugyanabban a kitalált univerzumban játszódnak, mint a Sherlock Holmes-történetek és a The Story of the Treasure Seekers.

### Idő
A narniai idő a mi világunk idejétől függetlenül telik. Például Az oroszlán, a boszorkány és a ruhásszekrény és a Caspian herceg között a mi világunkban egy év telik el, Narniában 1300. De a Caspian herceg és A Hajnalvándor útja között a mi világunkban ugyancsak egy év telik el, és Narniában is csak három. A földi látogatók Narniában töltött ideje rendszerint (néha jelentősen) hosszabb, mint az az idő, amit ezalatt a Földről hiányoznak. A különbség is tetszőleges – például Az oroszlán a boszorkány és a ruhásszekrényben Lucy első látogatása Narniába órákig tart, míg a négy testvér fő narniai kalandja tizenöt évig, de mindkét alkalommal csak néhány másodperc telik el Földön. Az időrend azonban a látszat szerint fennáll: aki átkel egy másik világba azután érkezik, hogy a korábban átkelők érkeztek, és azelőtt, hogy a később indulók megérkeznének.
A telmarinok, akiknek az ősei a mi világunkból származó kalózok, talán ellenpéldaként szolgálhatnak. A kalózok a Déli-tengeren egy szigetről érkeztek Narniába, Telmarba, s onnan terjedtek el Narnia többi részében. A kalózoknak az első földi látogatók után kellett érkezniük, akik 1900-ban hagyták el a mi világunkat, és ott voltak Narnia alapításánál. Így ha az időrend ténylegesen fennáll, a kalózok nem hagyhatták el a Földet 1900 előtt.

## Történelem

### Narnia teremtése
Narnia teremtésének hat teremtmény volt tanúja: Jadis, Charn királynője; Digory Kirke; Polly Plummer; Andrew Ketterley; Frank, a konfliskocsis és Szamóca, a lova. Miközben Digory sikertelenül próbálta Jadist Londonból, a mi világunkból Charnba, az ő világába visszavinni, a csapat a teremtés előtti Narnia sötétségébe került, pont mielőtt Aslan megalapította volna. (A kocsis feleség, Nelly nem sokkal később érkezett Narniába, Aslan hívására.)
Aslan nem sokkal érkezésük után fogott hozzá a teremtéshez; énekével létrehívta a csillagokat, a napot, a tájat, a növényeket és az állatokat. Mikor végzett Aslan kiválasztott bizonyos állatokat, akik ekkor beszélő állatok lettek, s nekik és a többi mágikus teremtménynek adta Narniát otthonukul, s hogy bölcsességgel és gyöngédséggel uralják.
Aslan következőleg Narnia első uralkodóit választotta ki: a kocsist és feleségét, mint I. Frank király és Helén királynő; és megbízta őket a beszélő állatok békés igazgatásával. Tudatában annak, hogy a gonosz boszorkány, Jadis is belépett Narniába, Aslan elküldte Digoryt Narnián túlra, a Nyugati Vadonba, egy kertbe, hogy hozzon el egy varázsalmát. Mikor Digory visszatért elültették az almát a folyó mellett, melyből azonnal fa nőtt, s mely – Aslan magyarázata szerint – arra szolgált hogy sok évig megvédje Narniát Jadistól.
Aslan megengedte Digorynak, hogy az új fáról hazavigyen egy almát, mellyel meggyógyíthatja beteg édesanyját. Az alma magját Londonban, Digoryék kertjében vetették el, és nagy almafa nőtt belőle. Sok évvel később, amikor egy nagy viharban a fa kidőlt Digory (már Kirke professzorként) ruhásszekrényt faragtatott belőle, mely Az oroszlán, a boszorkány és a ruhásszekrény címében szerepel, és első átjáróként szolgált a Prevensie-gyerekeknek Narniába.

### A Fehér Boszorkány uralma
Narniában teremtése után kilencszáz évig béke honolt, mígnem Jadis visszatért a Fehér Boszorkány néven. Elfoglalta Narniát és zsarnokként uralkodott, varázspálcájával pedig minden vele ellenkezőt kővé változtatott. Varázslattal állandó jéggel és hóval borította be Narniát, így „mindig tél [volt], de soha egy karácsony.” Bár Narnia királynőjének és Cair Paravel úrnőjének kiáltotta ki magát, Jadis saját északi erődjéből kormányzott, ahol a kővé változtatott narniaiak díszítették a termeket.
Ekkorra Narnia országában vagy kihaltak az emberek, vagy kitelepítették, kiüldözték őket, azonban Archenlandban és Calormenben továbbra is megmaradtak. Jadis kémei állandóan emberi behatolókra figyeltek, mivel a boszorkány félt egy jóslat beteljesülésétől: „Ha Cair Paravelben megjelenik Ádám fia, / A zord időnek el kell innen kotródnia.” Száz évvel az örökös tél beállta után Lucy Pevensie megérkezett Narniába és összebarátkozott Tumnusszal, a faunnal. Lucynak testvéreivel sikerült eljutnia Aslan táborába, mielőtt Jadis megölhette volna őket. Aslan hatására Jadis varázslatai megtörtek, és véget ért a tél. Aslan visszaváltoztatta a kővé vált narniaiakat és végzett a boszorkánnyal is az első berunai ütközetben.

### Az aranykor
A boszorkány legyőzése után Aslan Narnia királyaivá és királynőivé tette a négy Pevensie gyereket – Petert, Susant, Edmundot és Lucyt – ezzel beteljesítve az ősi jóslatot. A következő gazdagságot nevezték Narnia aranykorának. A világ többi országa félte Jadist, de az új királyoknak és királynőknek meg kellett küzdeniük velük. A Pevensie-testvérek visszaverték az északi óriásokat és legyőzték a calormeni hódító sereget. A két király és a két királynő mindig győzedelmes volt, és tizenöt éves uralkodásuk alatt biztonság és boldogság honolt Narniában.

### Telmarin megszállás
Ezer évvel a Pevensie-k távozása után Narniát elfoglalták a nyugati emberek, a telmarinok, akik a mi világunkból származó kalózok leszármazottai. Az éhség elől menekülve indultak keletre, és egy hágón átjutottak a hegyeken Narniába. A telmarin uralom alatt az őslakos „régi narniaiak” száma megcsappant és bujkálni kényszerültek. Az ember lett a domináns faj. X. Caspian születésének idejére Narnia régi korai legendává homályosultak – a telmarin királyok eltitkolták a régi narniaiak létezését. Az emberek elkezdtek félni az erdőktől és a tengertől, és elfelejtették, hogy valaha mágikus teremtmények éltek ott.

### X. Caspian király
Peter Pevensie nagykirályt és testvéreit 1300 narniai évvel távozásuk után visszahívták Narniába. Akkoriban a telmarin Miraz király uralkodott Narnián, aki megölte fivérét és bitorlóként ült a trónra. Miraz szintén meg akarta ölni a valódi trónörököst, unokaöccsét, Caspian herceget, aki felfedezte a régi narniaiak létét és ügyük élére állt. A négy Pevensie segített Caspiannak legyőzni Mirazt a második berunai ütközetben, így Caspian visszaszerezte a trónt.
Lucy és Edmund három évvel később még egyszer visszatértek unokatestvérükkel, Eustace-szel Narniába, a Hajnalvándor fedélzetére, mely Caspian hajója volt. Caspian azért kelt útra, hogy megtalálja Narnia hét nagy lordját, akiket Miraz száműzött a keleti óceánra, a Magányos Szigeteken túlra. Az út során Caspian visszaállította a narniai irányítást a Magányos Szigeteken (mely a telmarin uralom alatt elveszett), és felfedezte az addig ismeretlen keleti szigeteket a világ végéhez közeledve. A felfedezők számos kalandban részesültek, találkoztak például tengeri kígyóval, varázslóval és annak láthatatlan alattvalóival, valamint Eustace ideiglenesen sárkánnyá változott.
Caspian egy Ramandu nevű csillag lányát vette el. Fiuk, Rilian születése után a királynőt megölte egy kígyó alakját felvevő boszorkány, Rilian pedig, már fiatalemberként, a boszorkány keresése során eltűnt. Caspian már öregember volt, amikor Eustace és iskolai barátja, Jill Pole megjelentek Narniában. Miközben Caspian egy utolsó útra indult Rilian megkeresésére, a gyerekek és egy Borongány nevű mocsári flanga a saját keresőakciójukba kezdtek. Útjuk során az óriások lakta Északi Vadvidéken keresztül eljutottak Lennvilágba, ahol megtalálták Riliant és a Zöld Palástos Hölgyet, aki elvarázsolta őt. Kiszabadították Riliant, aki megölte a boszorkányt. Mikor visszatértek Narniába, Caspiant haldokolva találták.

### Narnia megsemmisülése
Narnia körülbelül két évszázaddal később pusztult el Tirian király (Rilian hetedik leszármazottja) uralkodása alatt.
Egy Fondor nevű beszélő majom összeesküvést szőtt abbéli reményében, hogy megváltoztathatja Narniát saját szájíze szerint. Oroszlánbőrbe öltöztetett és Aslannak kiáltott ki egy Gubanc nevű szamarat, és elkezdte titokban átvenni az ország fölötti hatalmat kényszerítve a narniaiakat, hogy teljesítsék az oroszlán nevében tett parancsait. Kapcsolatba lépett a calormeni uralkodókkal, és rávette őket, hogy foglalják el Narniát a kölcsönös haszonszerzés miatt. A calormeni katonák Rishda tarkaan kapitány vezetésével hamarosan megérkeztek, és mire Tirian király rájött a majom áruló terveire, közel jártak azok véghezviteléhez.
Az időközben megérkező Eustace és Jill kiszabadították a királyt fogságából, és Tirian segítségükkel megpróbálta összegyűjteni csapatait, s megállítani a megszállókat. Azonban a hamis Aslan megosztó ereje és az, hogy a calormeni flotta elfoglalta Cair Paravelt meghiúsította az ellenállást. Tirian és megmaradt csatlósai végső ütközetére Rishda csapataival az istállódombon került sor, ahol Tirian vereséget szenvedett, ám a védők a csata során az istállóba szorultak vissza, ahol meglepetésükre Aslan országában találták magukat. Átkerültek az igazi Narniából, mely csak árnykép volt, a valódi Narniába, ahol minden, ami jó, fontos és kedves volt, megőrződött, egy Narnián belüli Narniába. Aslan ott várta őket, és elmondta, hogy e végső vereség jelezte a véget.
A kinyitott istállóajtón keresztül a gyerekek és a többi túlélő szemtanúja volt Narnia végének, a tengerek, a nap, a hold pusztulásának, a csillagok hazajövetelének és végül minden azon a világon létező végének. Aslan Narnia minden lakosát magához hívatta, s azokat, akik hűségesek maradtak hozzá, magával vitte a saját országába, míg azok, akik hitetlenek voltak, elfordultak az új világ bejáratától és eltűntek ismeretlen végzetükben. Aslan országa nagyobb és jobb volt, mint a régi Narnia, akik régen meghaltak itt éltek tovább, mert ez volt a „valódi”, a régi pedig csak egy árnyékvilág, mása Aslan országának. Ahogy „egyre feljebb és egyre beljebb” haladunk Aslan országa a „valódi” Angliával is összeköttetésben áll, ahol Lucy láthatta szüleit, akik szintén meghaltak a vonatbalesetben, melyben (Susan kivételével) meghaltak a Pevensie-testvérek, Digory, Polly, Eustace és Jill is.
C. S. Lewis az árnyak mögötti való világot – ahová halálunk után valamennyien kerülünk – Platóntól kölcsönözte, Ha figyelmesen olvassuk A végső ütközetet, a történet vége felé az egyik szereplő még tudatja is a gyerekekkel, hogy mindez Platóntól származik.

### Kapcsolat a mi világunkkal
Hét dokumentált alkalommal volt kapcsolat az emberek és Narnia világa közt.
- A varázsló unokaöccsében négy ember, Frank (családneve nem ismert), Andrew Ketterley és a gyerek Digory Kirke és Polly Plummer jelen voltak Narnia megteremtésénél számos szerencsétlen esemény eredményeképp. Ugyan azon a napon Aslan Frank feleségét, Helént is áthívta Angliából, és ők ketten Narniában maradtak királyként és királynőként. A gyerekek és Andrew visszatértek Londonba.
- A 460. narniai évben, ahogy erre a Caspian herceg utal hat kalóz ember és a feleségeik a Déli-tengerről Telmarba értek egy mágikus barlangon keresztül. Telmarban maradtak és leszármazottaik alapították a telmari civilizációt.
- Az oroszlán, a boszorkány és a ruhásszekrényben, az 1000. narniai esztendőben négy testvér, Peter, Susan, Edmund és Lucy Pevensie érkezett Narniába egy ruhásszekrényen keresztül, melyet Digory készíttetett egy mágikus narniai fából. Aslan ugyanekkor tért vissza Narniába legyőzni az idegen uralkodót, Jadist, aki a Fehér Boszorkány néven vált ismertté, és hogy felkészítse a négy gyereket a királyságra és királynőségre. Tizenöt évig uralkodtak mielőtt gyermekként visszatértek volna Angliába.
- A Caspian hercegben, a 2303. narniai évben a négy Prevensie gyereket varázslat segítségével Narniába idézik, hogy segítsenek letaszítani a telmari bitorló Miraz királyt Narnia trónjáról, és hogy helyére a tizenéves Caspian herceget ültessék. Ezután Aslan megengedte a telmarinoknak, a kalózok leszármazottjainak, hogy visszatérjenek a szigetre a Déli-tengeren, ha ezt szeretnék.
- A Hajnalvándor útjában, a 2306. narniai esztendőben, Edmund és Lucy Pevensie valamint Eustace Scrubb egy mágikus festményen keresztül átléptek Narniába, és részt vettek Caspian a világ pereméig tartó utazásában.
- Az ezüsttrónban, a 2376. narniai évben Aslan Eustace Scrubbot és Jill Pole-t Narniába vitte, ahol kimentették Riliant, a már idős Caspian fiát a megbabonázott fogságából. Caspian meghalt, de feltámadt Aslan országában. Aslan megengedte neki, hogy egy rövid ideig átmenjen a gyerekek világába (Anglia, 1942), és segítsen nekik visszatérni, ami egy erkölcstelen iskolai ügyintéző eltávolításában végződött.
- A végső ütközetben, 1949-ben Tirian, Narnia királya megjelent Narnia barátainak Angliában, és Aslan Eustace-t és Jillt Narniába vitte a 2575. narniai esztendőben, hogy támogassák Tiriant az uralkodása végén.

Lehetséges, hogy mások is ellátogattak Narniába. Mivel a sötétebb bőrű calormeniek megjelenésükben eltértek az északi népektől (mint a telmarinok és az archenlandiek), lehetséges, hogy egy másik Narniába érkezett embercsoport leszármazottai, bár erre nincs utalás a könyvekben.

### Narniai történelemszemlélet
A végső ütközetben Gyémánt, az egyszarvú elmagyarázza Jillnek, mikor ő (és az olvasó) úgy érzi Narnia történelme túlzottan zivataros volt, hogy ez azért van így, mert az emberek mindig a legrosszabb időkben kerültek Nariába, hogy segítsenek rajta. Máskor a béke és gazdagság hosszú éveit élte Narnia:
– Istenem, de jó ez! – sóhajtott fel Jill. – Csak sétálgatni. Bár több volna az effajta élményekből! Kár, hogy mindig annyi minden történik itt, Narniában.

Ám az egyszarvú elmagyarázta neki, téved, hiszen Ádám és Éva fiai és leányai akkor érkeznek ide saját, különös világukból, amikor zűrzavar uralkodik Narniában, de nem szabad azt hinnie, hogy ez mindig így van. Látogatásaik közöttszáz és ezer év telt el, amikor egyik békés királyt váltotta a másik, szinte v már a nevük és számuk is feledésbe merült, s alig volt mit a történelemkönyvekbe írni. Beszélt a régi királynőkről és hősökről is, akikről Jill még soha nem hallott…

### Outline of Narnian History
Lewis készített egy idővonalat is, mely rendszerezte a Narnia Krónikái történéseit. Az „Outline of Narnian History” kéziratos változatát Walter Hoopernek adta, aki Past Watchful Dragons: The Fairy Tales of C. S. Lewis című esszéjében tette közzé. Magában a sorozatban Lewis sosem közöl konkrét évszámokat, így a kronológiát tekintve ez az egyetlen információforrás. Kathryn Lindskoog és más Lewis-kutatók számos Hooper szerkesztette posztumusz kiadott Lewis szöveg valódiságát megkérdőjelezték, de az Outline eredetisége sosem volt vita tárgya. A Lewis-szakértők egyöntetűen elfogadják, és Paul Ford, Martha Sammons, és mások munkáiban is szerepelt. Magyarul a Narnia Krónikái: Caspian herceg kétlemezes DVD-kiadásához mellékelve jelent meg az M&C Kft. gondozásában, Narnia a Kezdetektől a Végig címmel.

#### Eltérések a regényektől
Lewis Outline-ja számos, többé-kevésbé fontos ponton nem egyezik a Krónikák szövegével. Paul Ford, a Companion to Narnia szerzője hívta fel arra a figyelmet, hogy míg Az oroszlán, a boszorkány és a ruhásszekrény szövege azt állítja, hogy Lucy és Edmund között egy év van, a kronológia 1930-ra és 1932-re teszi a születésüket, így valamivel több mint egy évnek kellett eltelnie születésük között. Devin Brown, az Inside Narnia: a guide to exploring The lion, the witch, and the wardrobe írója az Outline segítségével boronálta össze az Aslan visszajöveteleire vonatkozó információkat egyes karakterek erre vonatkozó visszaemlékezéseivel.

#### A kronológia tartalma
Az idővonal a narniai időszámítást az első évvel kezdi és a 2555.-kel fejezi be, míg a földi időszámítás 1888-tól 1949-ig tart. Az utolsó narniai bejegyzés a végső ütközet és „Narnia vége”, míg az utolsó földi bejegyzés „1949. Tragikus baleset a Brit Vasúttársaságnál.” A „földi időszámítás”-t az eredeti szöveg „English date”, azaz ’angol dátum’-ként említi.
A kronológiában számos emberi karakter születésének éve szerepel:
- 1888 – Digory Kirke
- 1889 – Polly Plummer
- 1927 – Peter Pevensie
- 1928 – Susan Pevensie
- 1930 – Edmund Pevensie
- 1932 – Lucy Pevensie
- 1933 – Eustace Scrubb és Jill Pole

Ezeken kívül számos nevezetes esemény időpontja szerepel a kronológiában, különösen azokból az időszakokból, amikor a főszereplők Narniában tartózkodtak. A kronológia Digory és Polly Narniába lépését 1900-ra teszi, a Pevensie-testvérek két narniai kalandját pedig 1940-re és 1941-re. Az Outline szerint a Pevensie-k érkezése az 1000. narniai évben történt, melyhez Aslan önfeláldozása és Peterék uralkodásának kezdete is tartozik, A ló és kis gazdája történéseit 1014-ben írja, míg a testvérek eltűnését Narniából 1015-ben. Caspian lázadásának éve 2303. Lewis mind A Hajnalvándor útjának és Az ezüsttrónnak földi időpontjául 1942-t adta mag, mely Narniában X. Caspian 2306-2307-es nagy utazásának a Világ Végére és Rilian herceg 2356-os megmentésének felel meg.
Az Outline számos eseménynek az időpontját megadja, melyek nem, vagy csak említés szintjén szerepeltek a könyvekben – ezek közül kettő hiányzik a magyar változatból: Holdsarjú, a nyúl 570 körül, Hattyúfehér királynő 1502 körül élt (bár az utóbbi szintén ellenkezik a regények szövegével). Kiderül, hogy Gale narniai királyt 302-ben kiáltották ki uralkodójuknak a Magányos Szigetek, Jadis 898-ban tért vissza Narniába, valamint Ram Archenland királya 1050-ben követte Cort a trónon.

## Narnia és a kereszténység
- Mondd, bárány – szólalt meg Lucy –, erre vezet az út Aslan országába?

- A ti utatok nem – válaszolt a bárány. – Számotokra a saját világotokból nyílik kapu Aslan országába.

- Hogyan? – kiáltott fel Edmund. – Hát a mi világunkból is el lehet jutni Aslan országába?

- Minden világból vezet út az én országomba – mondta a bárány, s miközben beszélt, hófehér szőre aranyló barnává vált, teste hatalmasra nőtt, s szikrázó sörénnyel ott állt előttük maga Aslan.

- Mondd, Aslan – kérlelte Lucy –, hogyan juthatunk el az országodba a mi világunkból?

- Mindig mondani fogom – válaszolt Aslan –, azt azonban nem árulhatom el, hosszú vagy rövid lesz-e az út, csak annyit: országom a folyó túloldalán fekszik. De ne féljetek, nagy hídépítő vagyok…
… - Nem is Narnia hiányzik majd annyira, inkább te! – szipogta Lucy. – Veled odahaza többé nem fogunk találkozni. Hogy éljünk úgy, hogy soha többé nem látunk?

- Ó, hogyne látnátok, kicsi lány! – mondta Aslan.

- Akkor te… Uram… ott is… ott vagy? – kérdezte Edmund.

- Ott vagyok - felelt Aslan. – De másként hívnak. Azon a néven kell majd megismernetek. Azért kerültetek ide, Narniába, azért ismerhettetek meg, hogy otthon könnyebben rám találjatok.
C. S. Lewis rengeteg helyen utal bibliai történetekre a regényekben. Aslan magát Jézus Krisztust jelképezi: a második kötetben feláldozza magát az emberek bűnéért, az ötödik kötetben pedig még bárány képében is megjelenik. Akkor mondja el, hogy ő a mi világunkban is jelen van, csak más néven.
Bár az állatalakban megjelenő Krisztus akár paradoxnak vagy blaszfémnak tűnhet, a kereszténység hagyományaiban valójában fellelhető. A késő ókor egyik közismert és igen népszerű, az első pápák által is ismert és forgatott, állattani vonatkozásokkal is vádolható műve (akkoriban mást értettek zoológia alatt, mint manapság), a Physiologus szerint az oroszlán (noha az Ószövetség egyes helyein veszedelmes fenevadként is ábrázolják) egyértelműen Krisztus-jelkép, a lexikonszerű mű erre több érvet is felsorol. E mellett a Bibliában még az Újszövetségben (Jelenések.5:5) találkozhatunk Jézus Krisztussal, mint “Júda nemzetségéből való oroszlán”-ként. Az, hogy állattanilag ezek az érvek ma már tudománytalannak hatnak, téves megfigyeléseken alapulva, természetesen nem érinti a tényt, hogy az analógiát a korabeli gondolkodók komolyan vették.

## Lásd még
- C. S. Lewis
- J. R. R. Tolkien
- Fantasy
- James S. Bell Jr. és Cheryl Dunlop: Narnia titkai A-tól Z-ig – Fedezzük fel Narnia világának rejtélyeit!, Debrecen, Gold Book, 2008, ISBN 978-963-426-097-4

## Külső hivatkozások
- WikiNarnia
- Magyar Narnia Wiki
- Narnia.lap.hu – linkgyűjtemény